# 일사로
일사로(Ilsa-ro)는 경상남도 사천시 벌용동 2호광장교차로에서 고성군 상리면 척정교차로를 잇는 경상남도의 도로이다.

## 주요 경유지
경상남도
- 고성군 (개천면) - 진주시 (진성면 . 일반성면 . 사봉면)

## 노선
| 이름       | 접속 노선                        | 소재지 | 소재지   | 비고 |
| ---------- | -------------------------------- | ------ | -------- | ---- |
| (이름없음) | 국가지원지방도 제30호선 (영회로) | 고성군 | 개천면   |      |
| 수리고개   |                                  | 고성군 | 개천면   |      |
|            | 진주시                           | 진성면 |          |      |
| 남산교     | 진주시                           | 진성면 |          |      |
| 남산삼거리 | 진주시                           | 진성면 | 수목원로 |      |
| 대사교     | 진주시                           |        | 일반성면 |      |
| 온수교     | 진주시                           |        | 일반성면 |      |
| 백아교     | 진주시                           |        | 진봉면   |      |
| (이름없음) | 진주시                           | 동부로 | 진봉면   |      |